# Hồ Quang Hả
Hồ Quang Hả (ur. 16 listopada 1989) – wietnamski zapaśnik walczący w stylu klasycznym.
Zajął 33. miejsce na mistrzostwach świata w 2009. Czternasty na igrzyskach azjatyckich w 2010. Siódmy w mistrzostwach Azji w 2009. Srebrny medalista igrzysk Azji Południowo-Wschodniej w 2009 roku.